# Deportivo Toluca Fútbol Club
El Deportivo Toluca Fútbol Club és un club de futbol mexicà de la ciutat de Toluca, a l'estat de Mèxic.

## Història
El club nasqué el 17 de febrer de 1917 per iniciativa dels germans Román i Gerardo Ferrat juntament amb Filiberto Navas. No fou fins a l'any 1950, que el club ingressà a la segona divisió, ascendint a primera el 1953. Des d'aleshores ha estat diversos cops campió mexicà.

## Palmarès
- Lliga mexicana de futbol (9): 
  - 1966-67, 1967-68, 1974-75, Estiu 1998, Estiu 1999, Estiu 2000, Apertura 2002, Apertura 2005, Apertura 2008

- Segona divisió (1)
  - 1952-53

- Copa México (2): 
  - 1955-56, 1988-89

- Supercopa mexicana de futbol (4):
  - 1966-67, 1967-68, 2002-03, 2005-06

- Copa de Campions de la CONCACAF (2):
  - 1968, 2003

- Trofeu Chicago (torneig de pretemporada) (1):
  - 1999

## Futbolistes destacats
- Franco Gábri
- José Manuel Abundis
- Enrique Alfaro
- Marcelino Bernal
- Sergio Amaury Ponce
- Vicente Pereda
- Manuel de la Torre
- Carlos Morales
- Israel López
- Mario Mendez
- Víctor Ruiz
- Salvador Carmona
- Diego de la Torre
- Sinha
- Ariel Rosada
- Luis Islas
- Bruno Marioni
- Hernán Cristante
- Blas Giunta
- Rodrigo Díaz
- Martín Romagnoli
- Juan Antonio Pizzi
- Ítalo Estupiñan
- Hector Mancilla
- Fabián Estay
- Darko Vukic
- Paulo Da Silva
- José Saturnino Cardozo
- Manuel Maciel
- Walter Gassire
- Dario Rodriguez
- Carlos Maria Morales
- Vicente Sanchez